# (52604) Thomayer
(52604) Thomayer est un astéroïde de la ceinture principale.

## Description
(52604) Thomayer est un astéroïde de la ceinture principale. Il fut découvert le 5 octobre 1997 à l'Observatoire d'Ondřejov par Petr Pravec. Il présente une orbite caractérisée par un demi-grand axe de 2,64 UA, une excentricité de 0,12 et une inclinaison de 6,5° par rapport à l'écliptique.

## Compléments